# Christophe Breuil
Christophe Breuil ist ein französischer Mathematiker, der sich mit algebraischer Geometrie und Zahlentheorie beschäftigt.
Breuil besuchte die Schule in Brive-la-Gaillarde und Toulouse und studierte nach dem Militärdienst 1990 bis 1992 an der École polytechnique. 1993 machte er seinen DEA-Abschluss (der dem Diplom entspricht) an der Universität Paris-Süd. 1993 bis 1996 forschte er an der École Polytechnique und unterrichtete gleichzeitig an der Universität Paris-Süd. Anfang 1996 wurde er an der École Polytechnique bei Jean-Marc Fontaine mit der Dissertation Cohomologie log-cristalline et représentations galoisiennes {\displaystyle p}-adiques promoviert und wurde Wissenschaftler des CNRS, angesiedelt an der Universität Paris-Süd in Orsay, wo er sich 2001 mit Aspects entiers de la théorie de Hodge {\displaystyle p}-adique et applications habilitierte. 1997 hielt er den Cours Peccot am Collège de France. Ab 2002 war er am Institut des Hautes Études Scientifiques (IHES) und wurde Directeur des Recherches des CNRS. 2007/08 war er Gastprofessor an der Columbia University.
1993 erhielt er den Prix Gaston Julia der École Polytechnique. 2002 erhielt er den Grand Prix Jacques Herbrand der französischen Akademie der Wissenschaften und 2006 den Prix Dargelos der Anciens Élèves der École Polytechnique.
Mit Fred Diamond, Richard Taylor und Brian Conrad bewies er 1999 die Taniyama-Shimura-Vermutung, die vorher von Andrew Wiles und Taylor nur in einem Spezialfall bewiesen worden war. Danach arbeitete er an {\displaystyle p}-adischen Langlands-Vermutungen.
2010 war er Invited Speaker auf dem Internationalen Mathematikerkongress in Hyderabad (The emerging p-adic Langlands Program).

## Verweise
1. ↑  Christophe Breuil, Brian Conrad, Fred Diamond, Richard Taylor: On the modularity of elliptic curves over Q: Wild 3-adic exercises. Journal of the AMS, Bd.14, 2001

| Personendaten    | Personendaten              |
| ---------------- | -------------------------- |
| NAME             | Breuil, Christophe         |
| KURZBESCHREIBUNG | französischer Mathematiker |
| GEBURTSDATUM     | vor 1990                   |